# Bem de Giffen
Em economia, um bem de Giffen é um bem inferior, ao qual grande parte da renda é destinada, e para o qual uma redução do preço faz diminuir a sua quantidade demandada. Este comportamento é diferente dos da maioria dos produtos, que são mais consumidos (ou comprados) à medida que seu preço cai. Em termos microeconômicos, sua curva de demanda é crescente e, por isso, sua elasticidade-preço da demanda é positiva. Outra repercussão microeconômica é que seu efeito renda é maior que o efeito substituição.
As provas da existência de Bens de Giffen são debatidas. Um exemplo de uma situação em que pode ter existido um Bem de Giffen foi a batata na Irlanda do século XIX. Uma elevação dos preços da batata levou a um maior consumo de batata, principalmente em famílias pobres, pois não havia outro bem barato e acessível capaz de substituir a batata na dieta das pessoas. Desta forma, maiores gastos no consumo de pão levaram a uma redução do consumo de outros produtos alimentícios, o que obrigou os mais pobres a consumir mais batata para sobreviver.

## Descoberta
Essa classe de bens recebe esse nome em homenagem a Sir Robert Giffen, que foi citado no século XIX por Alfred Marshall como o criador da ideia.
Giffen imaginou uma família muito pobre, em que a sua renda seria de 100 unidades monetárias, sendo suficiente apenas para consumir arroz durante o mês. Nesse caso, uma queda no preço do arroz faria com que esta família não consumisse mais arroz, pois eles já estavam saturados deste produto e dariam preferência ao outro produto, como polenta por exemplo. Sendo assim, a variação da demanda é diretamente proporcional à variação do preço, e não inversamente, como no caso dos bens comuns.
Os Bens de Giffen violam a lei da demanda.